# Kristian Bak Nielsen
Kristian Bak Nielsen (Kibæk, 20 oktober 1982) is een Deens voormalig betaald voetballer die bij voorkeur in de verdediging speelde. Vanaf het seizoen 2016/2017 is hij assistent-trainer bij FC Midtjylland.

## Biografie
Bak Nielsen werd in 2000 opgenomen in de eerste selectie van FC Midtjylland, waarmee hij in 2000 de 1.Division won en promoveerde naar de SAS Ligaen. Hij begon bij de club als aanvaller, maar zakte na verloop van tijd terug naar een positie centraal in de verdediging. In het seizoen 2003/2004 werd Bak Nielsen in oktober opgeroepen voor het Deense nationale elftal onder 21. Hij speelde daarvoor één wedstrijd, als invaller tegen Bosnië en Herzegovina. In maart 2007 werd hij opgeroepen voor het Deense nationale elftal, maar daarvoor kwam hij toen niet in actie.
Bak Nielsen tekende in juni 2007 een vierjarig contract bij sc Heerenveen. Voor die club speelde hij in drie seizoenen in totaal 72 competitiewedstrijden. Op 10 februari 2010 kreeg hij van de aanklager betaald voetbal van de KNVB een geldboete van 1.000 euro voor beschuldigingen aan het adres van arbiter Kevin Blom. De speler van sc Heerenveen kreeg tevens een voorwaardelijke schorsing van één wedstrijd opgelegd. Bak Nielsen had na de verloren competitiewedstrijd tegen ADO Den Haag (2-1) beweerd dat Blom de tegenstander met opzet had laten winnen. "Na de 1-1 vroeg ik Blom waar hij mee bezig was. Hij zei dat hij wilde dat ADO zou winnen", liet hij weten op de website van sc Heerenveen.
Voor aanvang van het seizoen 2010/11 liet de clubleiding van sc Heerenveen hem terugkeren naar FC Midtjylland. Bak Nielsen tekende er een vijfjarig contract. In 2016 stopte hij met voetballen werd hij assistent-trainer bij FC Midtjylland.

## Clubstatistieken
| seizoen | club           | competitie | duels | goals |
| ------- | -------------- | ---------- | ----- | ----- |
| 2000/01 | FC Midtjylland | 1.Division | 0     | 0     |
| 2001/02 | FC Midtjylland | SAS Ligaen | 4     | 0     |
| 2002/03 | FC Midtjylland | SAS Ligaen | 15    | 0     |
| 2003/04 | FC Midtjylland | SAS Ligaen | 33    | 1     |
| 2004/05 | FC Midtjylland | SAS Ligaen | 31    | 2     |
| 2005/06 | FC Midtjylland | SAS Ligaen | 27    | 4     |
| 2006/07 | FC Midtjylland | SAS Ligaen | 28    | 1     |
| 2007/08 | sc Heerenveen  | Eredivisie | 15    | 2     |
| 2008/09 | sc Heerenveen  | Eredivisie | 30    | 4     |
| 2009/10 | sc Heerenveen  | Eredivisie | 27    | 0     |
| 2010/11 | FC Midtjylland | SAS Ligaen | 17    | 1     |
| 2011/12 | FC Midtjylland | SAS Ligaen | 26    | 4     |
| 2012/13 | FC Midtjylland | SAS Ligaen | 27    | 1     |
| 2013/14 | FC Midtjylland | SAS Ligaen | 30    | 0     |
| 2014/15 | FC Midtjylland | SAS Ligaen | 20    | 3     |
| 2015/16 | FC Midtjylland | SAS Ligaen | 1     | 0     |

## Erelijst
sc Heerenveen
- KNVB beker

2009
 FC Midtjylland
- Landskampioen

2015